# Erphaea
Erphaea is een kevergeslacht uit de familie van de boktorren (Cerambycidae). De wetenschappelijke naam van het geslacht werd voor het eerst geldig gepubliceerd in 1847 door Erichson.

## Soorten
Erphaea omvat de volgende soorten:
- Erphaea pumicosa Erichson, 1847
- Erphaea stigma Martins & Monné, 1974